# ترانزستور دارلينغتون
ترانزيستور دارلينجتون، (بالإنجليزية: Darlington transistor)‏ هوعبارة عن زوج من الترانزيستور متصلين معا مما يجعل التيار الذي يكبره الترانزيستور الأول، يُكبر أكثر بالترانزيستور الثاني.[بحاجة لمصدر]

## مبدأ عمله
إن معامل التكبير الكلي للتيار يساوي حاصل ضرب معامل تكبير التيار للترانزيستور الأول β1 بمعامل تكبير التيار للترانزيستور الثانيβ1، أي:
{\displaystyle \beta _{\mathrm {Darlington} }\approx \beta _{1}\cdot \beta _{2}}
مثال: بني زوج دارلينجتون بواسطة ترانزيستورين، الأول β1=200 والثاني β2=300، تكون بيتا الكلية للزوج دارلينجتون βTotal=200×300=60000 ستون ألف مرة يكبر التيار.
نظريا، إذا كان تيار القاعدة 100μA، فان تيار المجمع يكون، 100μA × 60000 = 6000000μA أي 6 أمبير.
يُرمز لمعامل تكبير التيار في الترانزيستور بالرمز اللاتيني β أو Hfe أحيانا.

## شكله
B, C, E هي أطراف الزوج دارلينجتون، عبارة عن ترانزيستور عادي بفرق بسيط انه ذو معامل تكبير تيار عالي جدا مقارنة مع الترانزيستور العادي، الشكل الخارجي للزوج دارلينجتون لا يختلف على الإطلاق عن شكل الترانزيستور العادي ولا يميز بينهما إلا من خلال جداول البيانات، حتى أن كثير من المصانع اليوم أصبحت تُصنع دارات متكاملة تحتوي الواحدة منها على 7 من الزوج دارلينجتون، كذلك هناك دارات متكاملة تحتوي الواحدة منها على 7 ترانزيستور.

## مزاياه

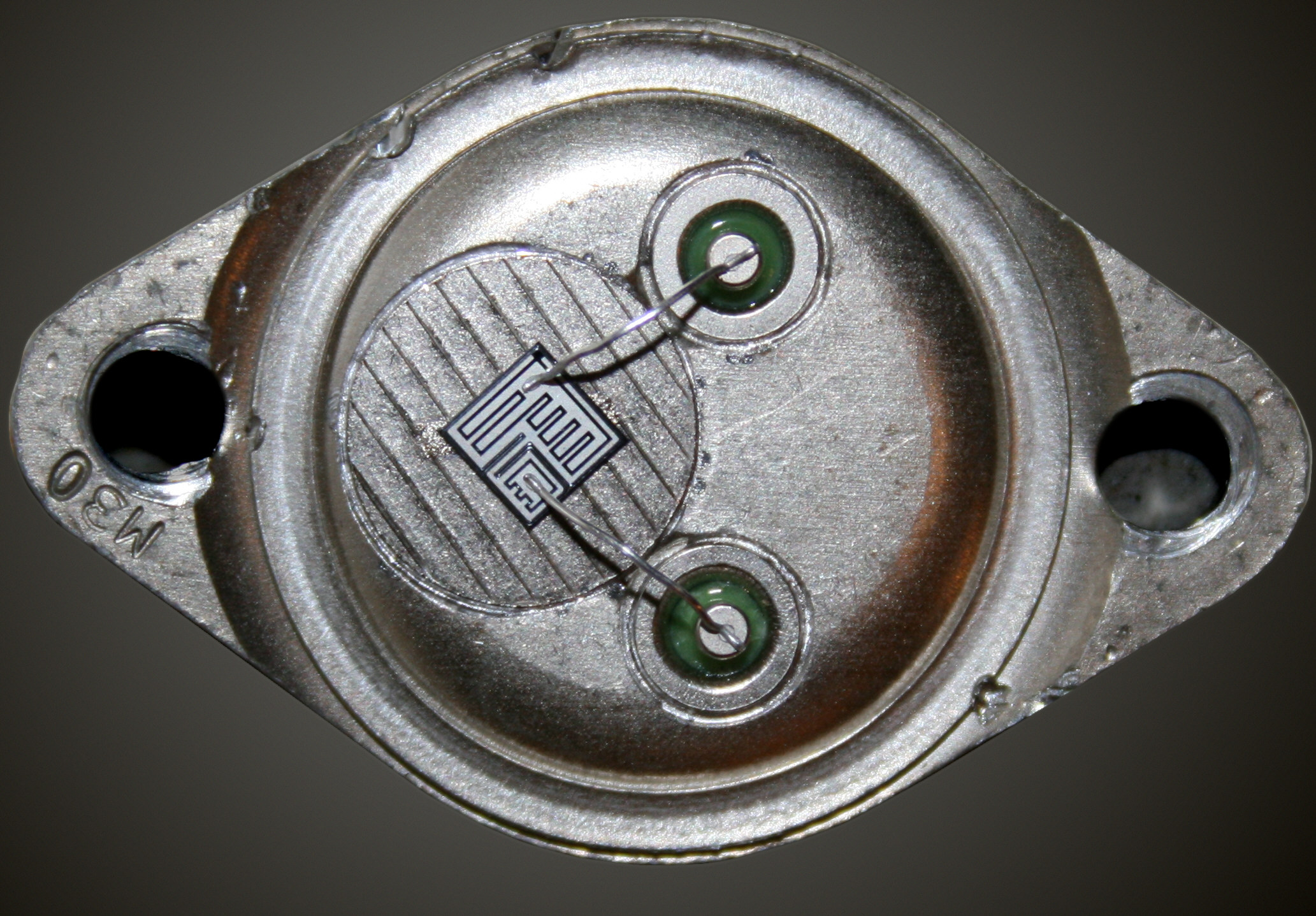

من خصائص الزوج ترانزيستور دارلينجتون أن معامل تكبير التيار له كبير جدا يُقدر بعشرات الآلاف من المرات، لتشغيل الزوج دارلينجتون أي جعله في حالة تشغيل يلزمنا تيار للقاعدة ضعيف جدا، وليس كما هو الحال مع الترانزيستور المنفرد.
يمكن صنع الزوج دارلينجتون عن طريق توصيل زوج من الترانزيستورات، الفرق بين الترانزيستور العادي وترانزيستور دارلينجتون هو أن الأول يحتاج إلى 0,7 فولت على الأقل بين القاعدة والباعث، في حين أن الثاني يحتاج إلى 1,4 فولت على الأقل بين القاعدة الطرف B والباعث الطرف E، لان الترانزيستورين المكونان للزوج دارلينجتون متصلان على التوالي ومن هنا نجمع 2 من الجهد 0,7 فولت، يمكن صنع الزوج دارلينجتون باستخدام زوج من الترانزيستورات العادية، حيث يمكن أن يكون الترانزيستور الأول صغير من النوع منخفض القدرة والثاني كبير من نوع ترانزيستورات القدرة، ويكون تيار المجمع الأقصى الذي يستطيع الزوج دارلينجتون تحمله يساوي تيار المجمع الأقصى الذي يستطيع تحمله الترانزيستور الثاني ترانزيستور القدرة، ان استخدام ترانزيستور القدرة في دائرة وزيادة معامل تكبير التيار له خاصة وانه يشتهر انخفاض قيمة بيتا لترانزيستورات القدرة عموما فيمكن إضافة ترانزيستور صغير له ويكٌون مع الأول الزوج دارلينجتون، الميزة الثانية لهذه الإضافة تحصل على ترانزيستور قدرة حساس جدا يشتغل بتيار قاعدة صغير جدا بل متناهي في الصغر، إن هذه الحساسية الشديدة للتيارات الضعيفة التي تمر بالقاعدة قاعدة الزوج دارلينجتون يمكن استغلالها في بناء دائرة تعمل باللمس.